# Gorna Banja
Gorna Banja [ˌɡɔrnɐ ˈbanjɐ] (bulgarisch Горна баня) ist ein Stadtteil der bulgarischen Hauptstadt Sofia, es ist ein Bade- und Kurort. Das gleichnamige Dorf wurde 1938 in die Stadt Sofia eingemeindet. Gorna Banja liegt rund 9 km südwestlich vom Zentrum Sofias an den Hängen des Berges Ljulin auf siebenhundert Metern Höhe und hat rund 12.000 Einwohner.
Der Stadtteil ist bekannt durch seine heißen und kalten Mineralquellen. Gorna Banja ist der Quellort des in Bulgarien weit bekannten gleichnamigen Mineralwassers.